# 9-я пехотная дивизия (вермахт)
9-я пехотная дивизия (9. Infanterie-Division) — тактическое соединение сухопутных войск нацистской Германии периода Второй мировой войны.

## История
9-я пехотная дивизия была сформирована в 1934 году как стандартная пехотная дивизия под кодовым названием «командир пехоты V» в Гиссене. Под таким названием дивизия пребывала до 15 октября 1935 года. Её пехотные полки были сформированы из 15-го пехотного полка 5-й дивизии рейхсвера.
В августе 1939 года дивизия была подготовлена к нападению на Польшу как составная часть 1-й волны мобилизации. Во время разгрома французской армии в июне 1940 года дивизия перебила чернокожих солдат 4-й колониальной пехотной дивизии, захваченной в районе Эркивиллерса.
В июне 1941 года 9-я пехотная дивизия была выдвинута на советскую границу в район Угнев — Белз. В составе 44-го армейского корпуса 6-й армии группы армий «Юг» начала наступление на Львов.
В 1942 году в составе V-го армейского корпуса сражалась в районе Изюма, Ростова-на-Дону и Батайска и далее между Ростовом и Кавказом в районе Краснодара. В 1943 году дивизия удерживала оборонительные позиции на кубанском плацдарме. Оттуда она была вынуждена отступить на Крымский полуостров, а затем в район Запорожья и Никополя на Украине.
В августе 1944 года 9-я пехотная дивизия, находясь в составе группы армий «Южная Украина», была уничтожена под Кишиневом. Формальный роспуск дивизии состоялся 9 октября 1944 года. Из оставшихся в живых военнослужащих дивизии впоследствии была сформирована 9-я народная пехотная дивизия (9. Volksgrenadier-Division).

## Организация
|  | 1939 г. - 36-й пехотный полк (Infanterie-Regiment 36) - 57-й пехотный полк (Infanterie-Regiment 57) - 116-й пехотный полк (Infanterie-Regiment 116) - 9-й артиллерийский полк (Artillerie-Regiment 9) - 1-й дивизион 45-го артиллерийского полка (I./Artillerie-Regiment 45) - 9-й дивизион противотанковой обороны (Panzerabwehr-Abteilung 9) - 9-й разведывательный батальон (Aufklärungs-Abteilung 9) - 9-й батальон связи (Nachrichten-Abteilung 9) - до декабря 1939 года 9-й батальон АИР (Beobachtungs-Abteilung 9) - 9-й саперный батальон (Pionier-Bataillon 9) - 9-й запасной батальон (Feldersatz-Bataillon 9) - части снабжения 9-й пехотной дивизии |  | 1942 г. - 36-й пехотный полк - 57-й пехотный полк - 116-й пехотный полк - 9-й артиллерийский полк - 9-й противотанковый дивизион - 9-й батальон самокатчиков (Radfahr-Abteilung 9) - 9-й батальон связи - 9-й саперный батальон - 9-й запасной батальон - части снабжения 9-й пехотной дивизии |  | 1943-44 гг. - 36-й гренадёрский полк (Grenadier-Regiment 36) - 57-й пехотный полк (Grenadier-Regiment 57) - 116-й пехотный полк (Grenadier-Regiment 116) - 9-й артиллерийский полк - 9-й противотанковый дивизион (Panzerjäger-Abteilung 9) - 9-й фузилёрский батальон (Füsilier-Bataillon 9) - 9-й батальон связи - 9-й саперный батальон - 9-й запасной батальон (Feldersatz-Bataillon 9) - части снабжения 9-й гренадёрской дивизии (Versorgungseinheiten 9) |

## Командиры дивизии
- Генерал-лейтенант Эрих Людке (15 октября 1935 — 7 марта 1936)
- Генерал-лейтенант Эрвин Оссвальд (7 марта 1936 — 4 ноября 1938)
- Генерал-лейтенант Георг фон Апелль (4 ноября 1938 — 1 августа 1940)
- Генерал-лейтенант Эрвин Фиров (1 августа 1940 — 1 января 1941)
- Генерал-лейтенант Зигмунд фрайхерр фон Шляйниц (1 января 1941 — 20 августа 1943)
- Генерал-лейтенант Фридрих Хофманн (20 августа 1943 — май 1944)
- Полковник Отто-Герман Брюкер (май 1944)
- Генерал-лейтенант Фридрих Хофманн (май 1944 — 16 июня 1944)
- Генерал-майор Вернер Гебб (16 июня 1944 — 29 августа 1944)
- Генерал-майор Вернер Кольб (1 ноября 1944 — 8 мая 1945)

## Награждённые Рыцарским крестом Железного креста

### Рыцарский Крест Железного креста (17)
- Ганс Беккер, 28.11.1940 — лейтенант, командир 2-й роты 116-го пехотного полка
- Фриц Херрманн, 26.12.1941 — майор, командир 1-го батальона 36-го пехотного полка
- Вальтер Риттерсхаузен, 25.02.1942 — капитан резерва, командир 3-й роты 36-го пехотного полка
- Вернер Кольб, 27.06.1942 — майор резерва, командир 2-го батальона 36-го пехотного полка
- Пауль Шойерпфлюг, 06.09.1942 — полковник, командир 116-го пехотного полка
- Эрих Лёффлер, 07.10.1942 — капитан, командир 2-го батальона 57-го пехотного полка
- Курт Фольк, 10.05.1943 — унтер-офицер, командир орудия 2-й роты 9-го противотанкового артиллерийского дивизиона
- Зигмунд фрайхерр фон Шляйниц, 14.08.1943 — генерал-лейтенант, командир 9-й пехотной дивизии
- Вальтер Эггерс, 29.08.1943 — обер-лейтенант, командир 7-й роты 116-го пехотного полка
- Рудольф Бэккер, 18.09.1943 — фельдфебель медицинской службы, санитар штаба 2-го батальона 36-го пехотного полка
- Райнер Винклер, 21.10.1943 — капитан, командир 3-го батальона 57-го пехотного полка
- Отто Дим, 23.09.1943 — вахмистр, командир орудия 3-й роты 9-го разведывательного батальона
- Пауль Викель, 04.06.1944 — капитан резерва, командир 1-го батальона 57-го пехотного полка
- Рихард Бауш, 09.06.1944 — капитан резерва, командир 2-го батальона 57-го пехотного полка
- Карл Пичманн, 09.06.1944 — фельдфебель, командир саперного взвода 57-го пехотного полка
- Эрих Франк, 24.06.1944 — капитан резерва, командир 3-го батальона 116-го пехотного полка
- Герберт Хайм, 03.07.1944 — унтер-офицер, командир подразделения 1-й роты 116-го пехотного полка

### Рыцарский Крест Железного креста с Дубовыми листьями
- Вернер Кольб (№ 514), 26.06.1944 — полковник резерва, командир 36-го пехотного полка